# Toyota TS040 Hybrid
El Toyota TS040 Hybrid es un coche de carreras desarrollado bajo las reglas LMP1-H de 2014 del Campeonato Mundial de Resistencia de la FIA. El coche es el sucesor directo del Toyota TS030 Hybrid, que compitió en las temporadas 2012 y 2013 del Campeonato Mundial de Resistencia de la FIA.

## Resultados en el Campeonato Mundial de Resistencia

### En detalle
Carreras en negrita indica pole position y carreras en cursiva indica vuelta rápida.
| Año  | Nac.             | Equipo        | Clase  | Nat.                                                              | Pilotos                                           | No. | Rondas | Rondas | Rondas  | Rondas | Rondas  | Rondas | Rondas | Rondas | Puntos | Pos. CMC |
| Año  | Nac.             | Equipo        | Clase  | Nat.                                                              | Pilotos                                           | No. | 1      | 2      | 3       | 4      | 5       | 6      | 7      | 8      | Puntos | Pos. CMC |
| ---- | ---------------- | ------------- | ------ | ----------------------------------------------------------------- | ------------------------------------------------- | --- | ------ | ------ | ------- | ------ | ------- | ------ | ------ | ------ | ------ | -------- |
| 2014 | Bandera de Japón | Toyota Racing | LMP1-H | Bandera de Austria · Bandera de Francia · Bandera de Japón        | Alexander Wurz Stéphane Sarrazin Kazuki Nakajima  | 7   | SIL 2  | SPA 3  | LMS DNF | COA 6  | FUJ 2   | SHA 2  | BHR 1  | SÃO 4  | 289    | 1º       |
| 2014 | Bandera de Japón | Toyota Racing | LMP1-H | Bandera del Reino Unido · Bandera de Suiza · Bandera de Francia   | Anthony Davidson Sébastien Buemi Nicolas Lapierre | 8   | SIL 1  | SPA 1  | LMS 3   | COA 3  | FUJ 1   | SHA 1  | BHR 11 | SÃO 2  | 289    | 1º       |
| 2015 | Bandera de Japón | Toyota Racing | LMP1-H | Bandera del Reino Unido · Bandera de Suiza · Bandera de Japón     | Anthony Davidson Sébastien Buemi Kazuki Nakajima  | 1   | SIL 3  | SPA 4  | LMS 8   | NÜR 5  | COA 4   | FUJ 5  | SHA 6  | BHR 4  | 164    | 3º       |
| 2015 | Bandera de Japón | Toyota Racing | LMP1-H | Bandera de Austria · Bandera de Francia · Bandera del Reino Unido | Alexander Wurz Stéphane Sarrazin Mike Conway      | 2   | SIL 4  | SPA 6  | LMS 6   | NÜR 6  | COA Ret | FUJ 6  | SHA 5  | BHR 3  | 164    | 3º       |

### Victorias
| No. | Carrera                      | Circuito                           | Ubicación                | Temporada | Pilotos                                           |
| --- | ---------------------------- | ---------------------------------- | ------------------------ | --------- | ------------------------------------------------- |
| 1   | 6 Horas de Silverstone       | Circuito de Silverstone            | Silverstone, Reino Unido | 2014      | Anthony Davidson Sébastien Buemi Nicolas Lapierre |
| 2   | 6 Horas de Spa-Francorchamps | Circuito de Spa-Francorchamps      | Spa, Bélgica             | 2014      | Anthony Davidson Sébastien Buemi Nicolas Lapierre |
| 3   | 6 Horas de Fuji              | Fuji Speedway                      | Oyama, Japón             | 2014      | Anthony Davidson Sébastien Buemi Nicolas Lapierre |
| 4   | 6 Horas de Shanghái          | Circuito Internacional de Shanghái | Shanghái, China          | 2014      | Anthony Davidson Sébastien Buemi Nicolas Lapierre |
| 5   | 6 Horas de Baréin            | Circuito Internacional de Baréin   | Sakhir, Baréin           | 2014      | Alexander Wurz Stéphane Sarrazin Kazuki Nakajima  |